# Regio's van Mali
Mali is onderverdeeld in tien regio's (régions) en een hoofdstedelijk district (Bamako). De regio's worden bestuurd door een gouverneur en zijn verder verdeeld in cercles.
| Nummer | Regio      | Hoofdstad  | Kaart            |
| ------ | ---------- | ---------- | ---------------- |
| VII    | Gao        | Gao        | Regio's van Mali |
| I      | Kayes      | Kayes      | Regio's van Mali |
| VIII   | Kidal      | Kidal      | Regio's van Mali |
| II     | Koulikoro  | Koulikoro  | Regio's van Mali |
| IX     | Ménaka     | Ménaka     | Regio's van Mali |
| V      | Mopti      | Mopti      | Regio's van Mali |
| IV     | Ségou      | Ségou      | Regio's van Mali |
| III    | Sikasso    | Sikasso    | Regio's van Mali |
| X      | Taoudenni  | Taoudenni  | Regio's van Mali |
| VI     | Timboektoe | Timboektoe | Regio's van Mali |
|        | District   | Hoofdstad  |                  |
| -      | Bamako     | Bamako     |                  |

## Geschiedenis
Een overzicht van de wijzigingen in de regio's van Mali:
- Voor de onafhankelijkheid is Frans Soedan onderverdeeld in negentien districten.
- Nadat Mali op 22 september 1960 onafhankelijk is geworden van Frankrijk wordt het land ingedeeld in de regio's Bamako, Gao, Kayes, Mopti, Ségou en Sikasso.
- 1980: Timboektoe wordt afgesplitst van Gao.
- 1984: Het district Bamako wordt afgesplitst van de regio Bamako, die hernoemd wordt in Koulikoro.
- 1991: Kidal wordt afgesplitst van Gao.
- 2016: Taoudenni en Ménaka krijgen een gouverneur en worden dus operationeel.